# يو أي زي
مصنع أوليانوفسك للسيارات (بالروسية: Ulyanovsky avtomobilny zavod, Ульяновский автомобильный завод) تنطق (أوليانوفسك أفتومبليني زافود) وتعرف اختصاراً (بالروسية: УАЗ) تنطق أيواز (بالإنجليزية: UAZ)‏ هي شركة روسية لصناعة السيارات الإنتاجية متوسطة الحجم للأغراض العسكرية والمدنية .تأسست الشركة عام 1941 مع بدأ الغزو النازي ل الاتحاد السوفيتي وأنتجت عدد من السيارات المشهورة عالمياً منها يو أي زي 452، يو أي زي - 469,يو أي زي باتريوت .

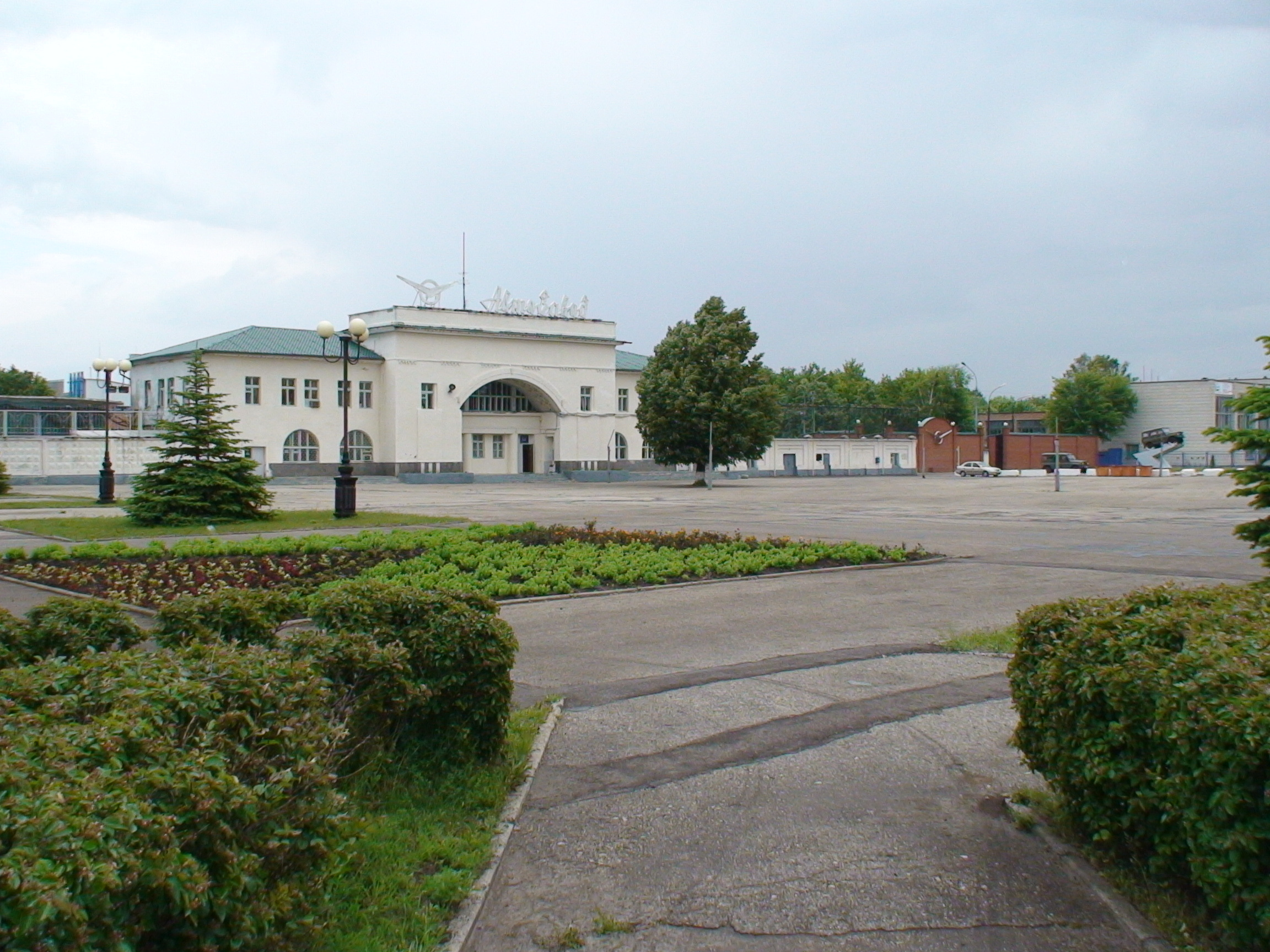
المدخل الرئيسي للشركة

## صور

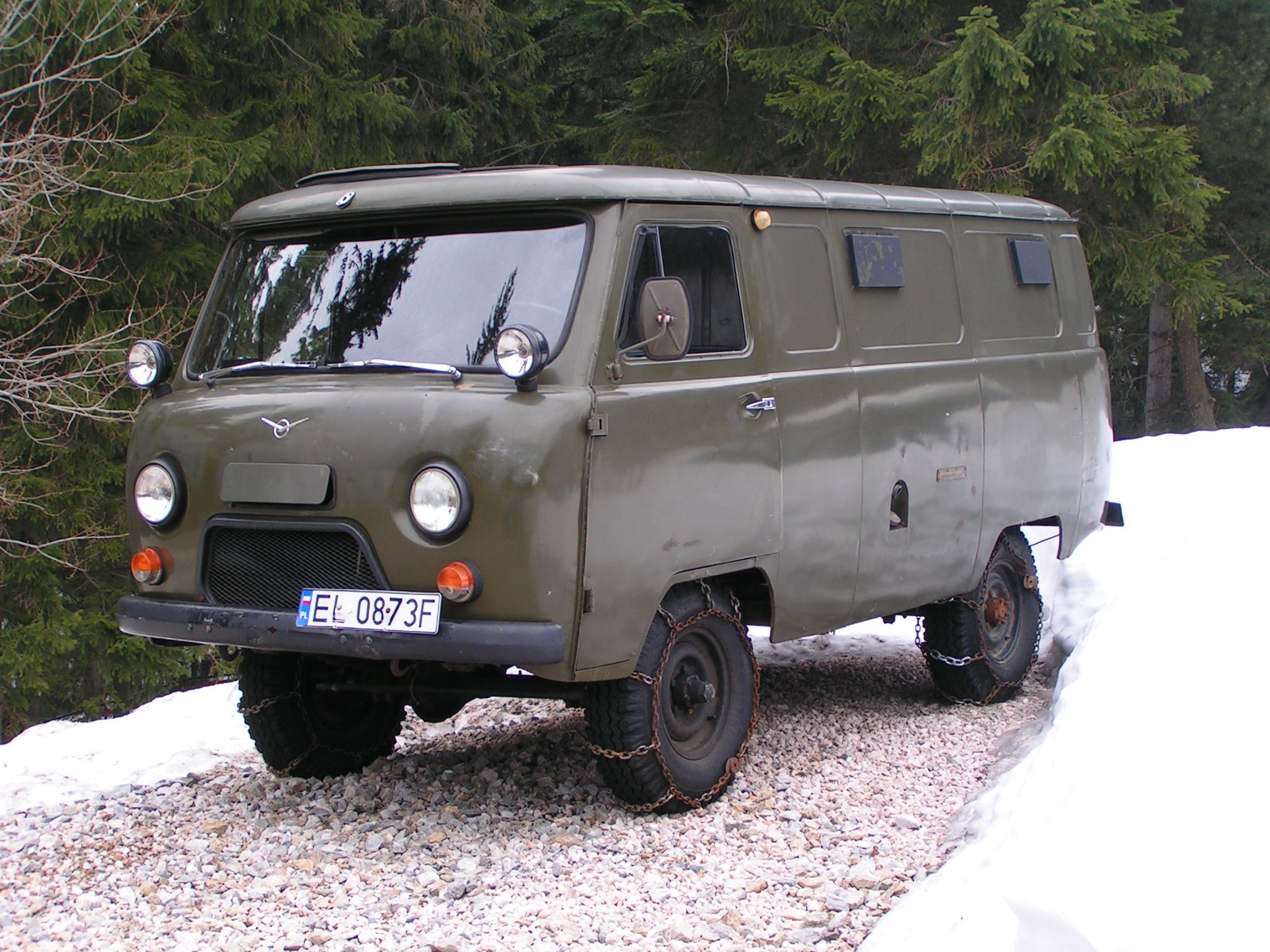
يو أي زي 452
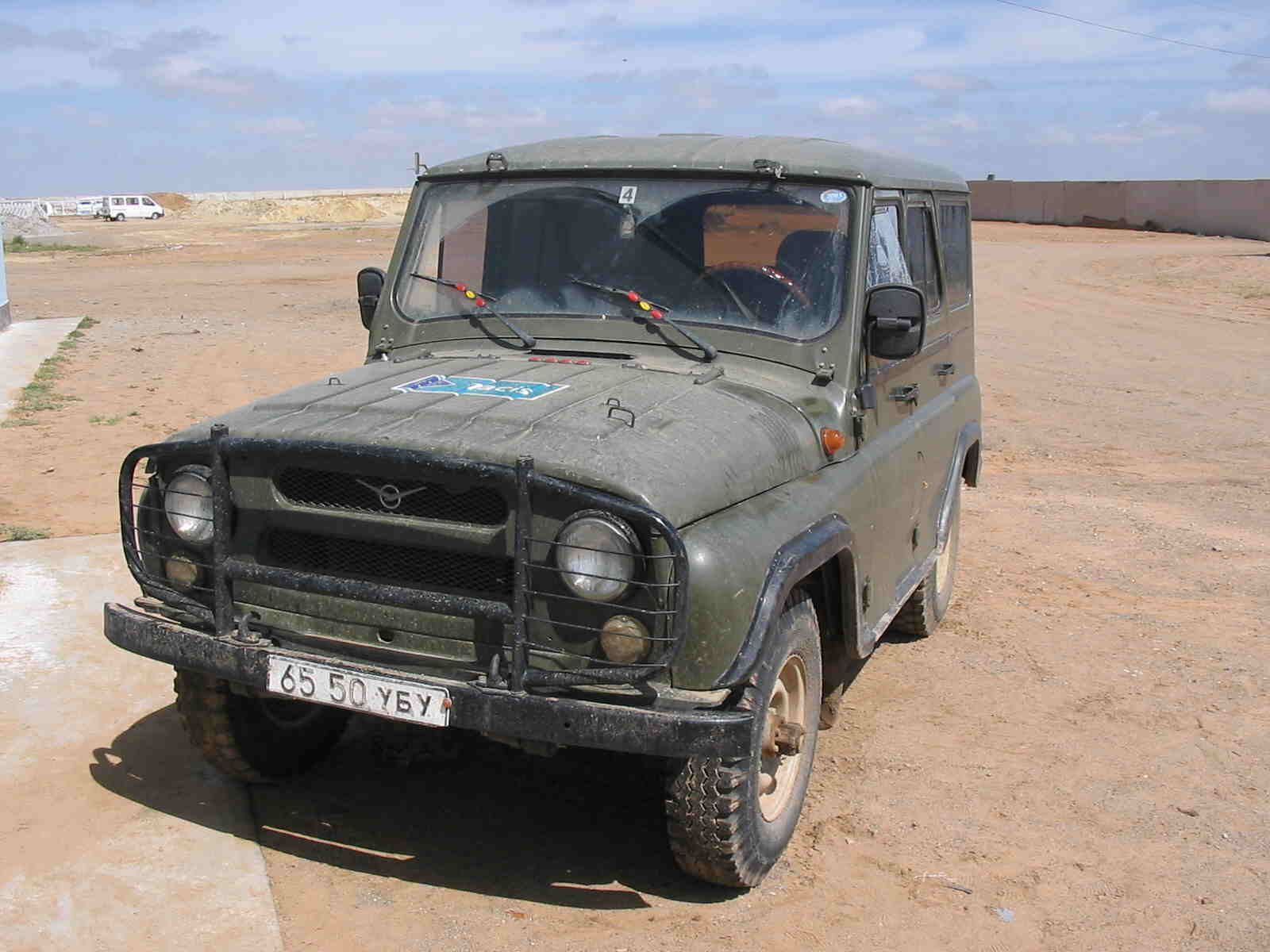
يو أي زي - 469
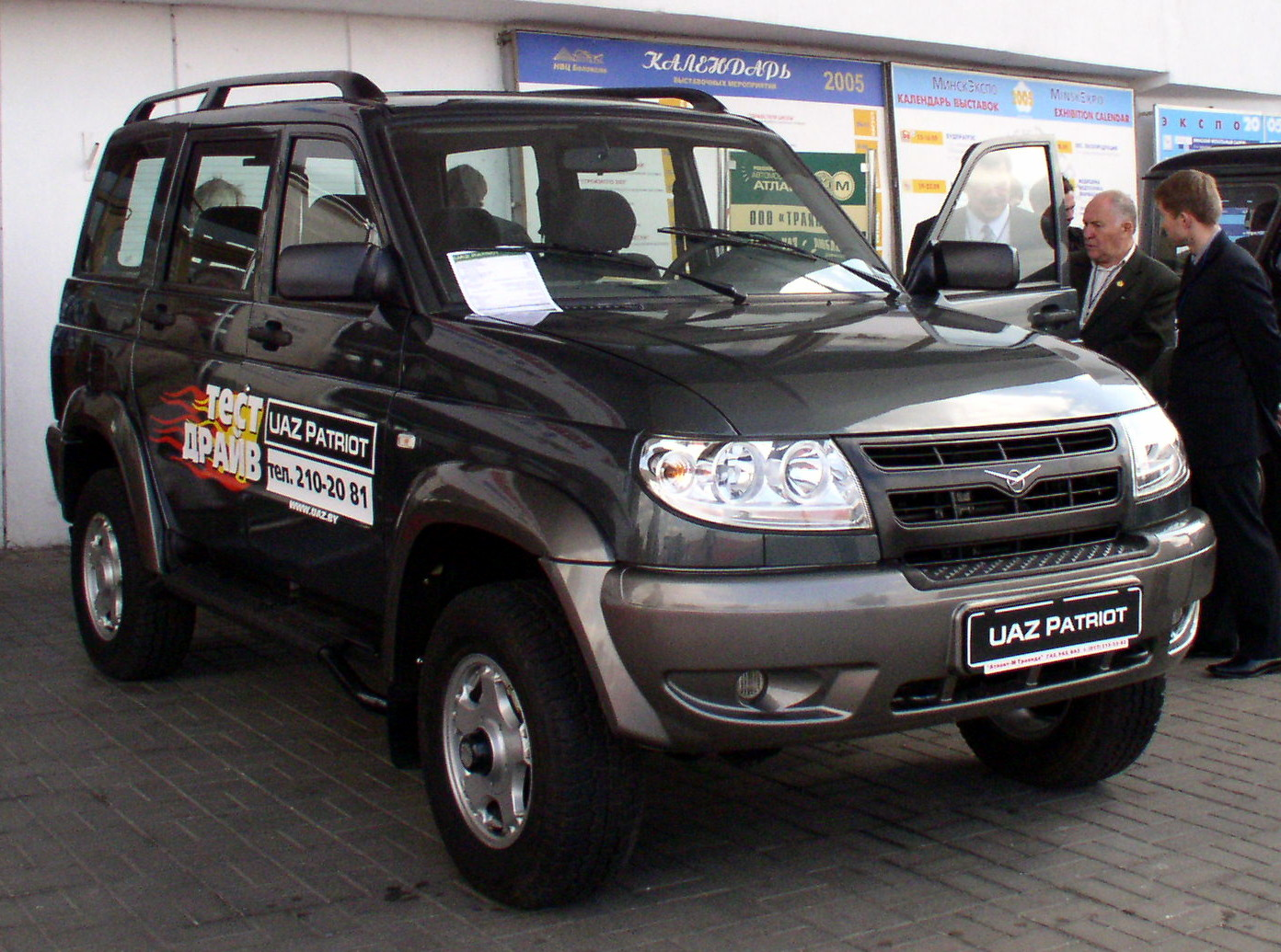
باتريوت
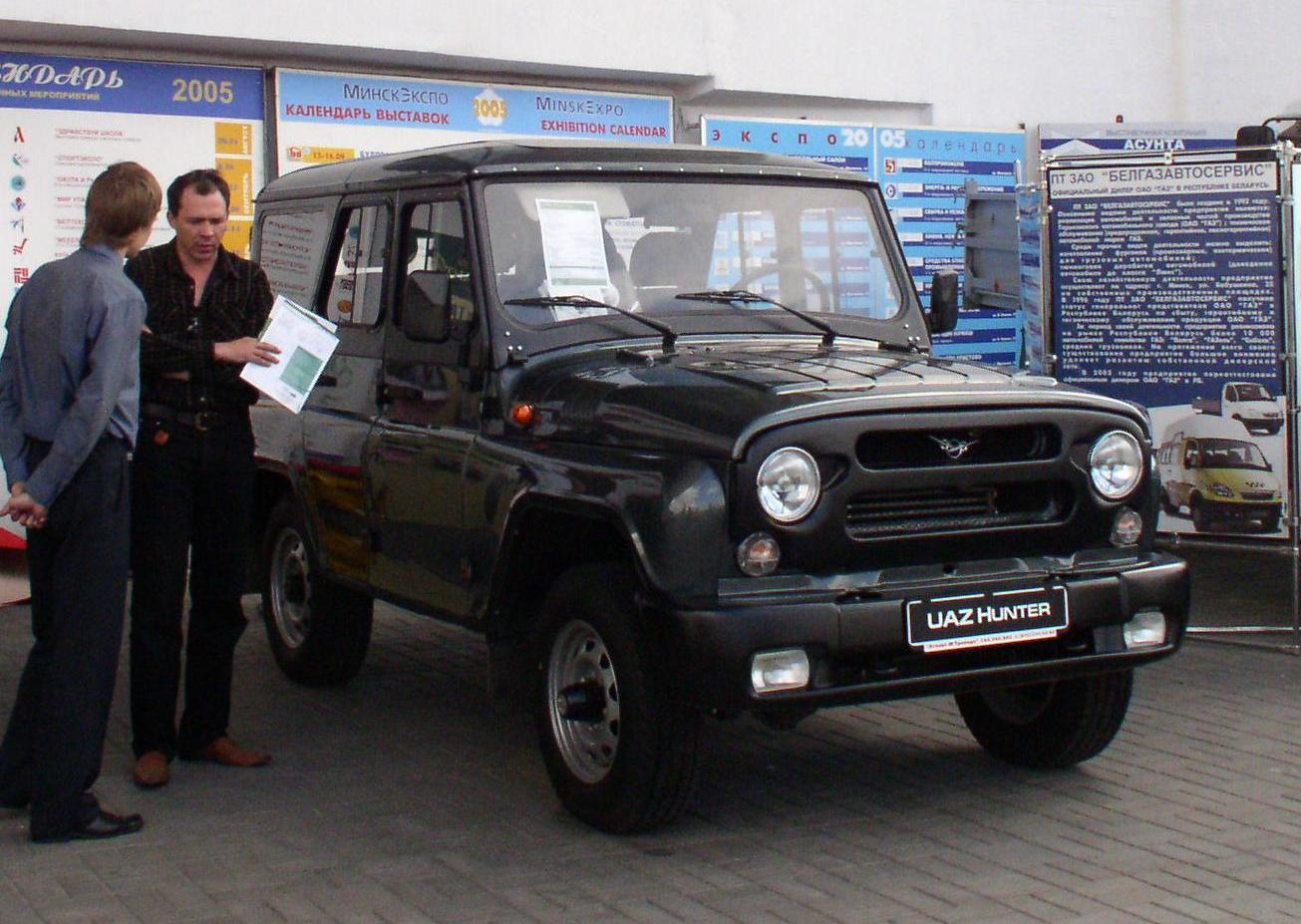
هنتر
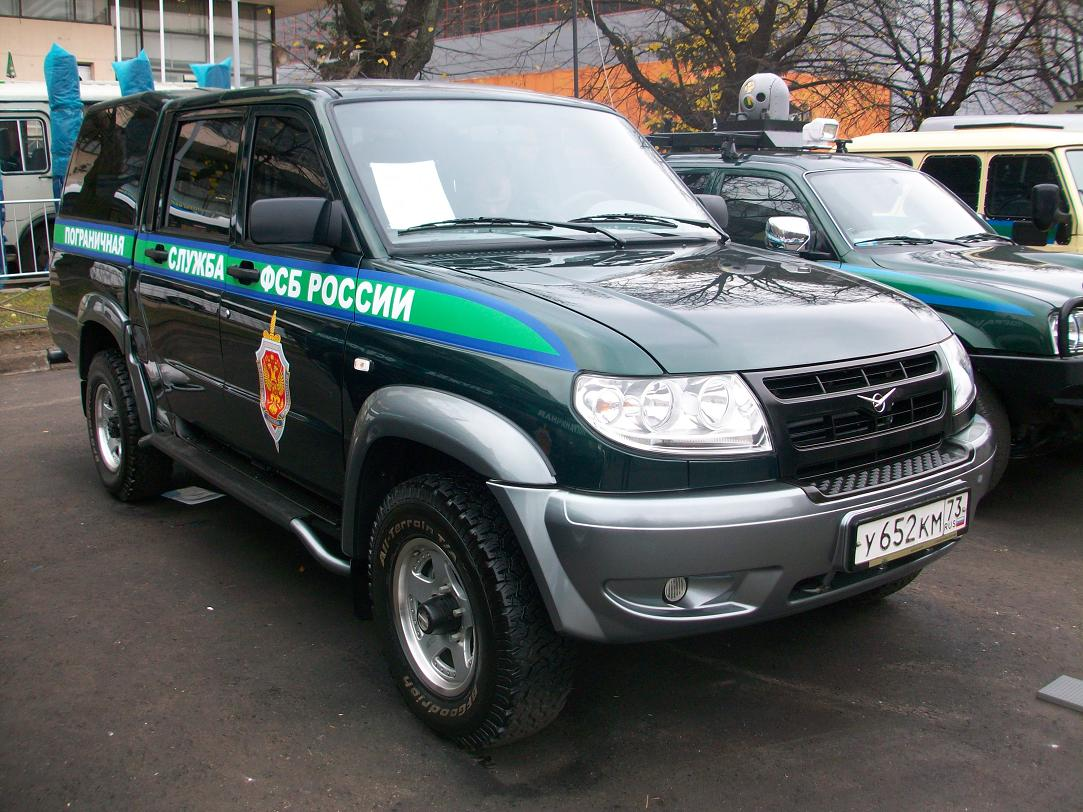
باتريوت حمل
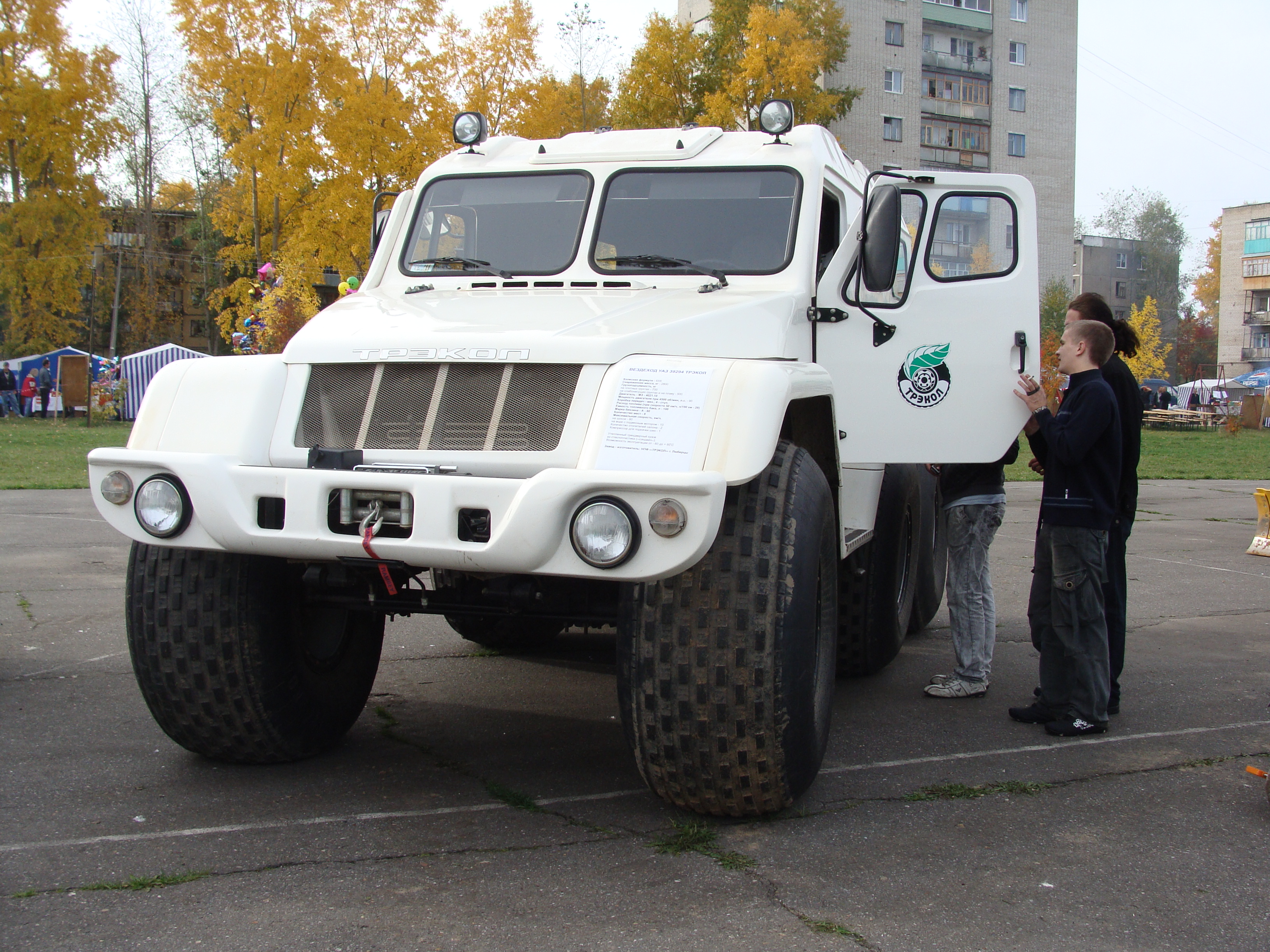
تريكول»

## وصلات خارجية
- Official Website
- IMCDB: UAZ in movies and TV series